# Ciobanu
Ciobanu község Constanța megyében, Dobrudzsában, Romániában. A hozzá tartozó település Miorița.

## Fekvése
A település az ország délkeleti részén található, Konstancától nyolcvankilenc kilométerre északnyugatra, a legközelebbi várostól, Hârşovától öt kilométerre, északkeletre.

## Története
Régi török neve Çoban-Kuyusu, románul Groapa Ciobanului. Első írásos említése 1835-ből való.

## Lakossága
A nemzetiségi megoszlás a következő:
| 2002      | 2002 | 2002   |
| --------- | ---- | ------ |
| Románok   | 3513 | 99,88% |
| Lipovánok | 4    | 0,11%  |
| Összesen  | 3517 | 100,0% |